# Стен Толгфорс
Стен Стор Толгфорс (швед. Sten Sture Tolgfors; нар. 17 липня 1966, Форсгага, Вермланд, Швеція) — шведський політик і державний діяч.

## Життєпис
Народився 17 липня 1966 року в місті Форсгага, лену Вермланд).
Отримав ступінь бакалавра в галузі політології в Університеті Еребру.
У 1988–1989 роках працював радником з міжнародної інформації в шведському товаристві Червоного Хреста.
З 1991 по 1994 роки — член міської ради міста Еребру.
З 1992 року — на державній службі: працював у відділі політики безпеки міністерства оборони, спеціальний радник у міністерстві промисловості і торгівлі; з 1993 року — радник з політичних питань у міністерстві промисловості і торгівлі.
У 1994–2006 роках обирався членом Риксдагу. Член Помірної коаліційної партії Швеції.
З 24 жовтня 2006 року обіймав посаду міністра торгівлі в уряді Фредріка Райнфельдта.
З 5 вересня 2007 по 29 березня 2012 року — міністр оборони Швеції.

## Особисте життя
Одружений. Мешкає з родиною в Еребру. Подружжя має двох дітей. Полюбляє садівництво і лісові прогулянки.